# Edifício Principal da Universidade Estatal de Moscou
O Prédio visto do parque universitário.
O Edifício Principal da Universidade Estatal de Moscou (em russo: Главное здание МГУ), projetado por Lev Rudnev, é o mais alto dos sete arranha-céus stalinistas de Moscou. É usado desde a sua inauguração como sede da Universidade Estatal de Moscou.

## Estrutura

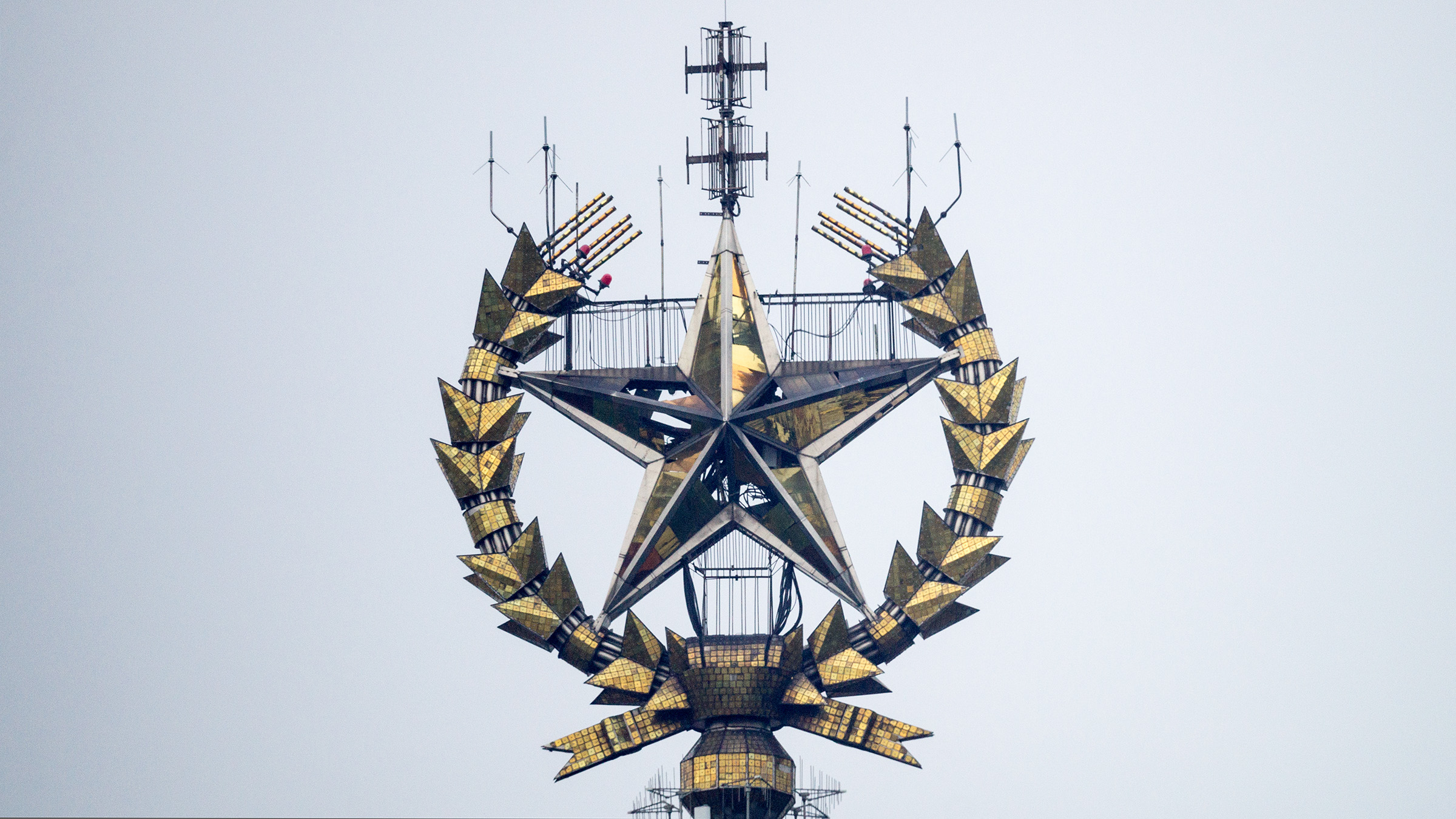
A estrela no topo do edifício.

O arranha-céu tem 36 andares em sua parte central e sua altura é de 240 metros. Acima do seu telhado (182 metros) existe um pináculo de 57 metros que termina com uma estrela de cinco pontas de 12 toneladas. As torres laterais são mais baixas do que as centrais e têm alguns dormitórios em seus andares.
Entre as estátuas que decoram o edifício é importante citar uma escultura de Vera Muchina representando um casal de estudantes e uma estátua de Mikhail Lomonossov (1711-1765), o fundador da Universidade de Moscou, realizado por N. Tomsky. As instalações da universidade cobrem cerca de 1,6 km². O complexo foi parcialmente renovado em 2000.

## História

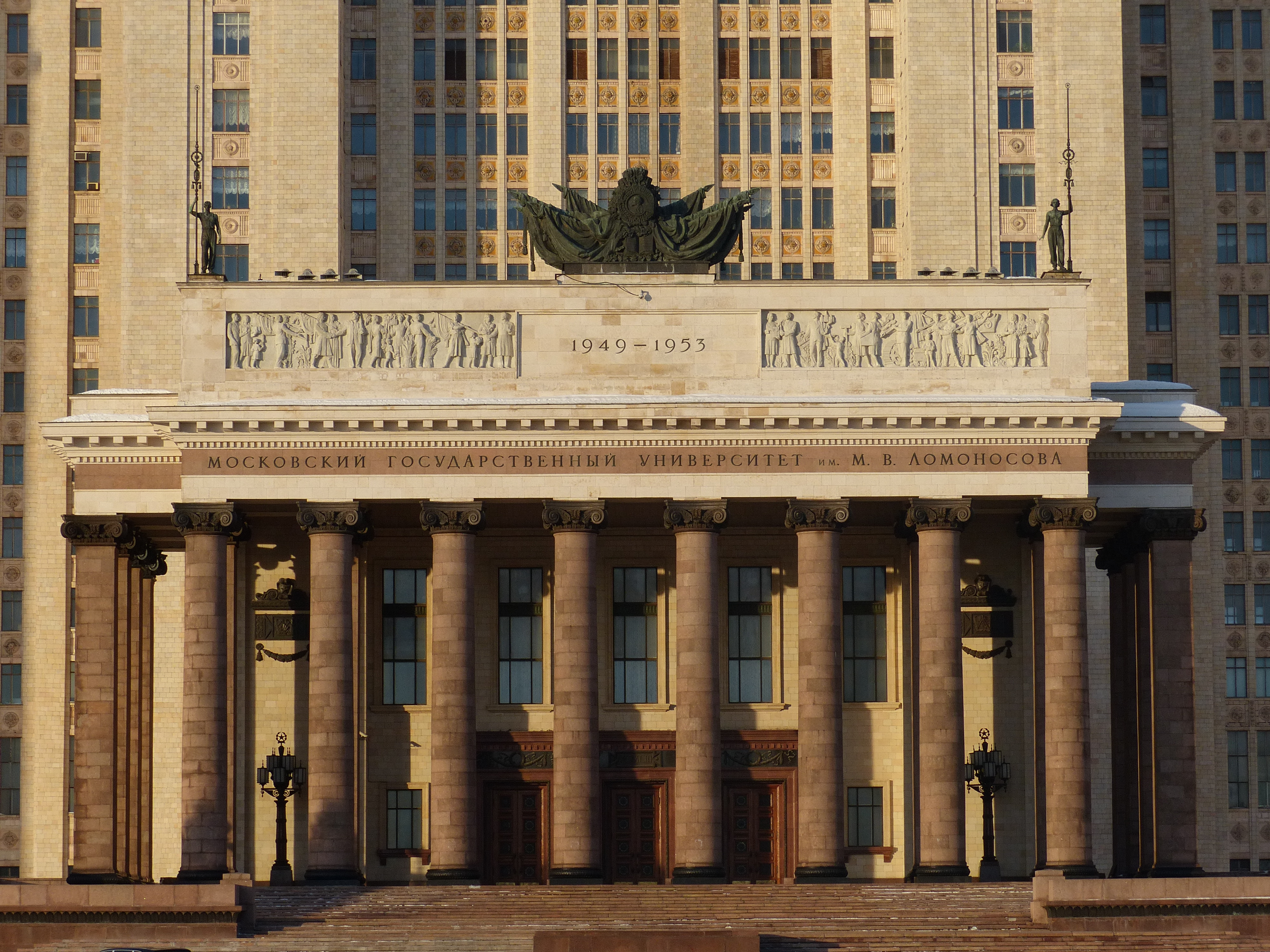
Entrada principal.

O arquiteto principal Boris Iofan se ofereceu para o projeto do arranha-céu em 1947 mas o trabalho foi destinado a Lev Rudnev, porque Iofan cometeu um erro ao colocar o esboço direito do seu arranha-céu na borda da Colina dos Pardais, um local preocupante com potencial perigo de deslizamento. Rudnev já havia construído importantes edifícios como a Academia Militar de Frunze (1932-1937) e os Apartamentos Marshal (Sadovaya-Kudrinskaya, 28, 1947), ganhando estima do Partido Comunista. Ele projetou o edifício a 800 metros da falésia. O chefe da equipe de engenheiros foi Vsevolod Nikolaevich Nasonov.
A torre principal, que consumiu mais de 40.000 toneladas de aço para sua estrutura e 130.000 metros cúbicos de concreto, foi inaugurado em 1º de setembro de 1953. Com 240 metros de altura, era o 7º edifício mais alto do mundo e também o mais alto da Europa quando construído. Seu record europeu durou até 1988, quando foi superado pelo MesseTurm. É ainda o edifício educacional mais alto no mundo.
A Universidade de Moscou é provavelmente o edifício mais conhecido feito Lev Rudnev, pelo qual ele foi agraciado com o Prêmio Estatal da URSS em 1949. O estilo arquitetônico da universidade inspirou vários edifícios nos países socialistas, como o Palácio da Cultura e Ciência em Varsóvia, e também o logotipo dos Jogos Olímpicos de 1980 em Moscou.